# Стадион Ханшин Кошиен
„Стадион Ханшин Кошиен“ (на японски: 阪神甲子園球場 Hanshin Kōshien Kyūjō; на английски: Hanshin Koshien Stadium) е стадион, разположен в Нишиномия, Хього, Япония.
Построяването му започва на 11 март 1924 г., а откриването му е на 1 август 1924 г.